# Codex Guelferbytanus A
Der Codex Guelferbytanus A (Gregory-Aland no. Pe oder 024; von Soden ε 33) ist eine griechische Majuskelhandschrift des Neuen Testaments, die auf das 6. Jahrhundert datiert wird. Die Handschrift ist nicht vollständig. "Guelferbytanus" verweist auf den lateinischen Namen von Wolfenbüttel.

## Beschreibung
Die Handschrift beinhaltet die vier Evangelien auf 44 Pergamentblättern (26,5 × 21,5 cm). Die Unzialbuchstaben sind groß. Die Nomina sacra beglaubigt in diesem Bruchstück sind: ΙΣ, ΧΣ (Christos, Christus), ΚΣ (Kurios, Herr) ΘΣ, ΥΣ, ΠΗΡ, ΠΝΑ, ΙΛΗΜ, ΑΝΟΣ, und ΔΑΔ.
Inhalt
Matthäus 1,11–21; 3,13–4,19; 10,7–19; 10,42–11,11; 13,40–50; 14,15–15,3.29–39;
Markus 1,2–11; 3,5–17; 14,13–24,48–61; 15,12–37;
Lukas 1,1–13; 2,9–20; 6,21–42; 7,32–8:2; 8,31–50; 9,26–36; 10,36–11,4; 12,34–45; 14,14–25; 15,13–16,22; 18,13–39; 20,21–21,3; 22,3–16; 23,20–33; 23,45–24,1; 24,14–37;
Johannes 1,29–40; 2,13–25; 21,1–11.
Die Handschrift ist ein Palimpsest, der obere lateinische Text enthält die „Origines“ und Briefe des Isidor von Sevilla (wie den Codex Guelferbytanus B).

## Text
Der griechische Text des Codex repräsentiert den Byzantinischen Texttyp und wird der Kategorie V zugeordnet.
Der Codex wird in der Herzog August Bibliothek (Cod. Guelf. Weiss. 64) in Wolfenbüttel verwahrt.